# Monte Casale
De Monte Casale is een 1632 meter hoge berg in Italië. De berg ligt in de buurt van het Gardameer, in de provincie Trentino. De oostelijke wand rijst 1400 m op boven het dorp Pietramatura in de gemeente Dro in het dal van de Sarca. Deze rivier verlaat hier haar smalle oost-west-dal om in een bredere vallei naar het zuiden te stromen. Over de oostwand loopt een naar Che Guevara genoemde via ferrata, een van de langste van de Alpen.